# Liste von Persönlichkeiten der Stadt Pforzheim
Diese Liste enthält die Ehrenbürger der Stadt Pforzheim sowie im heutigen Stadtgebiet geborene Persönlichkeiten und sonstige mit Pforzheim verbundene Persönlichkeiten. Der letzte Abschnitt ist chronologisch nach dem Geburtsjahr sortiert. Die Liste erhebt keinen Anspruch auf Vollständigkeit.

## Ehrenbürger von Pforzheim
Die folgende – nicht vollständige – Übersicht enthält Personen, die von der Stadt Pforzheim die Ehrenbürgerwürde verliehen bekamen. Die Auflistung erfolgt nach dem Zeitpunkt der Verleihung.
- 1857: Wilhelm Ludwig Frommel, evangelischer Geistlicher und Pädagoge
- 1939: Alfons Kern, Architekt und Historiker
- 1962: Julius Moser, Präsident der Industrie- und Handelskammer
- 1966: Johann Peter Brandenburg, Politiker (FDP/DVP), MdL, Oberbürgermeister
- 1967: Theodor Scheidt (1887–1976), Baumeister und freier Architekt[1]
- 1985: Willi Weigelt (1920–2002), Politiker (SPD), Oberbürgermeister 1966–1985
- 1991: Richard Ziegler, Maler
- 1995: Walter Witzenmann, Unternehmer, Kulturförderer und Stadtrat
- 1998: Rolf Schweizer, Kirchenmusikdirektor

## Träger des Ehrenrings der Stadt Pforzheim
- 1967: Gottfried Leonhard, Bundestagsabgeordneter
- 1967: Karl Richardon, Stadtrat
- 1967: Oskar Trost (1882–1972), Heimatschriftsteller
- 1973: Hermann Rapp (1894–1988), Gemeinderat (SPD)
- 1986: Bruno Bader (1901–1992), Gründer des Versandhauses Bader  1929
- 1990: Werner Dietrich (1916–1997), Arzt und Gründer des Tanzturniers um den Goldstadtpokal (Der Ring befindet sich heute im Schmuckmuseum Pforzheim.)
- 1991: Rolf Schweizer, Kantor, Kirchenmusikdirektor und Komponist
- Ewald Steinle, Altstadtrat
- Hermann Leicht, Altstadtrat

## In Pforzheim geborene Persönlichkeiten

### Bis 1850
- Johannes Reuchlin (1455–1522), Philosoph und Humanist
- Ulrich Hosse (1455–1535), Münzmeister, Bürgermeister, unterstützte die Reformation
- Ernst (1482–1553), Markgraf von Baden-Pforzheim
- Nikolaus Gerbel (um 1485–1560), Humanist
- Johann Schwebel (1490–1540), Theologe und Reformator
- Konrad Öttinger, genannt der Schwabe (unbekannt–1540), evangelischer Theologe und Reformator
- Christoph Wertwein (um 1512–1553), katholischer Administrator
- Karl II. (1529–1577), Markgraf von Baden-Durlach
- Philipp Schopf (um 1540/45–1598), Mediziner
- Albrecht der Jüngere von Baden-Durlach (1555–1574), Erbprinz der Markgrafschaft Baden-Durlach
- Johann Burchard May (1652–1726), Philologe und Historiker
- Johann Heinrich May der Ältere (1653–1719), lutherischer Theologe, Philologe und Historiker
- Johann Burckhardt Mögling (1657–1725), herzogl.-württ. Leibarzt und Mitglied der Gelehrtenakademie „Leopoldina“
- Ernst Christoph Steinhäußer (1731–1811), Wardein von Baden und Bürgermeister von Durlach
- Karl Joseph Bouginé (1735–1797), evangelischer Theologe und Lehrer
- Wilhelm Ludwig von Sonntag (1745–1818), deutsch-US-amerikanischer Offizier und Geschäftsmann
- Siegmund Friedrich Gehres (1760–1837), Beamter und Autor
- Philipp Jakob Becker (1763–1829), Maler
- Christopher Bechtler (1782–1843), Goldschmied und Feinmechaniker
- Karl Heinrich Baumgärtner (1798–1886), Mediziner
- Wilhelm Eisenlohr (1799–1872), Physiker
- Friedrich Wilhelm Vulpius (1801–1892), Apotheker und Geobotaniker
- Christian Friedrich Wilhelm Roller (1802–1878), Psychiater
- August Dennig (1805–1883), Politiker und Mitglied des Reichstages
- Carl von Neubronn (1807–1885), Jurist
- August Benckiser (1820–1894), Maschinenbauingenieur und Unternehmer
- Julius Naeher (1824–1911), Ingenieur und Heimatforscher
- Leopold Arnsperger (1834–1906), Mediziner und Mitglied des Deutschen Reichstags
- Albert Julius Sievert (1835–1904), evangelischer Pfarrer und Heimatforscher
- Ludwig Auerbach (1840–1882), Kaufmann, Schmuckfabrikant und Dichter
- Karl Eisenlohr (1847–1896), Neuropathologe
- Eugen Becker (1848–1914), Finanzminister des Großherzogtums Baden
- Bertha Benz (1849–1944), Pionierin des Automobils

### 1851 bis 1900
- Victor Mayer (1857–1946), Unternehmer
- Adolf Dennig (1858–1930), Mediziner und Hochschullehrer
- Theodor Fahrner (1859–1919), Stahlgraveur
- Alfons Kern (1859–1941), Architekt
- Theodor Benckiser (1860–1948), Chemiker und Fabrikant
- Karl Hildenbrand (1864–1935), Politiker (SPD)
- Rudolf Kuppenheim (1865–1940), Opfer des Antisemitismus in Pforzheim
- Emil Strauß (1866–1960), Romancier, Erzähler und Dramatiker
- Auguste Supper (1867–1951), Schriftstellerin
- Emil Dittler (1868–1902), Bildhauer
- Friedrich Speidel (1868–1937), Bergbauunternehmer
- Karl Arnsperger (1870–1934), badischer Oberamtmann
- Johanna Wittum[2] (1870–1903), Krankenschwester, Buchautorin und Philanthropin
- Hermann Fühner (1871–1944), Pharmakologe, Arzt und Toxikologe
- Carl Herb (1871–1935/48), Schriftsteller
- Guillermo Kahlo (1871–1941), Fotograf in Mexiko und Vater von Frida Kahlo
- Ernst Gideon Bek (1872–1945), Schmuckhändler und -fabrikant
- Max Kollmar (1872–1966), Unternehmer, Kollmar & Jourdan AG
- Richard Hepp (1872–1929), badischer Oberamtmann
- Adolf Sautter (1872–1956), Bildhauer
- Hermann Schneider (1874–1953), Psychiater, Philosoph und Pädagoge
- Heinrich Otto Wieland (1877–1957), Chemiker und Nobelpreisträger für Chemie
- Albert Zutavern (1877–1964), Schriftsteller, Herausgeber, Verleger und evangelisch-freikirchlicher Prediger
- Heinrich Groß (1878–1967), Jurist
- Otto Rometsch (1878–1938), Architekt
- Julius Helmstädter (1879–1945), Politiker (SPD)
- Paul Gerstner (1880–1945), Wirtschaftswissenschaftler
- Emil Bizer (1881–1957), Maler
- Max Dittler (1881–1964), badischer Landrat
- Arthur Hiller (1881–1941), Fußballspieler
- Julius Moser (1882–1970), Unternehmer
- Alfred Reebstein (1882–1974), Bauingenieur und Anthroposoph
- Franz Roser (1882–1945), römisch-katholischer Geistlicher und Politiker
- Hans Meid (1883–1957), Maler und Illustrator
- Emil Faas (1884–1906), Fußballtorhüter
- Hermann Schweickert (1885–1962), Fußballspieler
- Hermann Wieland (1885–1929), Pharmakologe
- Otto Waldmann (1885–1955), Tierseuchenforscher und Professor
- Edmund Daniel Kinzinger (1888–1963), vor den Nationalsozialisten in die USA emigrierter Maler
- Arthur Riedel (1888–1953), Grafiker, Maler, Radierer
- Erich Rothacker (1888–1965), Philosoph und Soziologe
- Robert Faas (1889–1966), Fußballtorhüter
- Adolf Kastner (1889–1963), deutscher Germanist, Historiker und Gymnasiallehrer
- Adolf Waldmann (1889–1964), Tüftler und Erfinder
- Emil Georg Bührle (1890–1956), Schweizer Industrieller
- Hans Völter (1890–1944), Politiker
- Hermann Erpf (1891–1969), Musikpädagoge und Komponist
- Else Mayer (1891–1963), Nonne und Pionierin der Frauenbewegung
- Fritz Todt (1891–1942), Bauingenieur, Reichsminister für Bewaffnung und Munition 1940–1942
- Richard Ziegler (1891–1992), Maler, Zeichner und Graphiker
- Richard Dissinger (1892–1959), Unternehmer und Politiker
- Marius Hiller (1892–1964), Fußballspieler
- Wilhelm Zentner (1893–1982), Schriftsteller, Dozent und Theater- und Musikkritiker
- Hermann Scheuernstuhl (1894–1982), Bildhauer
- Fritz Wetzel (1894–1982), Fußballspieler
- Karl Linser (1895–1976), Dermatologe
- Hans Ferdinand Mayer (1895–1980), Physiker und Elektrotechniker
- Gustav Roller (1895–1959), Fußballspieler
- Rudolf Goldschmidt (1896–1976), Landrat, Regierungsvizepräsident
- Hellmut Maneval (1898–1984), Fußballspieler
- Alfred Noller (1898–1967), Opernregisseur und Intendant
- Karl Abt (1899–1985), Maler
- Arthur Emsheimer (1900–1991), jüdischer deutsch-schweizerischer Jurist; Leiter der Schweizerischen Zentralstelle für Flüchtlingshilfe
- Adolf Rosenberger (1900–1967), Automobilrennfahrer und Kaufmann
- Walter Stößer (1900–1935), Bergsteiger
- Emil Walter (1900–1952), Fußballspieler beim FC Barcelona

### 1901 bis 1925
- Walter Schumacher (1901–1976), Botaniker und Hochschullehrer
- Fritz Schwerdt (1901–1970), Kirchengoldschmied
- Albert Ansmann (1902–1958), Landtagsabgeordneter der SPD in Baden-Württemberg
- Adolf Dietzel (1902–1993), Chemiker
- Bruno Geier (1902–1987), Bergbauingenieur und Mineraloge
- Carl Mayer (1902–1974), US-amerikanischer Religionssoziologe
- Erich Stuckel (1903–1962), Politiker (CDU)
- Hans Frühauf (1904–1991), Elektrotechniker, Hochschullehrer und Staatssekretär (DDR)
- Heinz Baumann (1905–unbekannt), Pfarrer und NSDAP-Funktionär
- Theodor Burkhardt (1905–1958), Fußballspieler
- Fritz Dietrich (1905–1945), Musikwissenschaftler und Komponist
- Hans Henninger (1905–1937), Schauspieler
- Laura Perls (1905–1990), Psychoanalytikerin
- Herbert Witzenmann (1905–1988), Schriftsteller und Forscher
- Walter Britsch (1908–1982), Beamter
- Otto Lauer (1908–1971), Politiker (CDU/SPD)
- Willi Strinz (1908–1988), Widerstandskämpfer gegen den Nationalsozialismus
- Walter Witzenmann (1908–2004), Unternehmer und Politiker
- Karl Schroth (1909–1999), Widerstandskämpfer gegen den Nationalsozialismus
- Karl Gengenbach (1911–1944), Jurist und SS-Standartenführer
- Ludwig Pfältzer (1911–1942), Wehrdienstverweigerer und NS-Opfer
- Werner Streib (1911–1986), Offizier, Nachtjäger-Pilot zur Zeit des Zweiten Weltkriegs
- Eugen Bachmann (1913–1975), Politiker (CDU)
- Walter Ernstberger (1913–1945), SS-Obersturmführer und Schutzhaftlagerführer im KZ Groß-Rosen
- Annemarie Heimann-Schwarzweber (1913–2007), Kunsthistorikerin
- Hans Lutz Merkle (1913–2000), Manager
- Hans Ewerbeck (* 1919), Kinderarzt, Hochschullehrer und Ärztlicher Direktor des Kinderkrankenhaus Amsterdamer Straße in Köln[3]
- Paul Feuchte (1919–2013), Rechtswissenschaftler, Ministerialbeamter und Hochschullehrer
- Gisela Bär (1920–1991), Bildhauerin
- Eva Hassencamp (1920–2012), Regisseurin, Autorin, Filmproduzentin und Moderatorin
- Wolfgang Preisendanz (1920–2007), Germanist und Literaturwissenschaftler
- Rolf A. Weil (1921–2017), deutsch-US-amerikanischer Ökonom und Hochschullehrer
- Klaus Nonnenmann (1922–1993), Schriftsteller
- Fritz Wurster (1922–2016), Politiker (CDU) und Bürgermeister Pforzheims (1969–1987)
- Hans Blickensdörfer (1923–1997), Sportjournalist und Schriftsteller
- Wolfgang Ott (1923–2013), Offizier der Kriegsmarine und Schriftsteller
- Heinrich Bartels (1924–1969), Klassischer Archäologe
- Rudolf Dentler (1924–2006), Goldschmied, Künstler und selbsternannter „König von Ulm“
- Franz Fischer (1925–2016), Archäologe
- Roger Goepper (1925–2011), Kunsthistoriker
- Margarete Lauter (1925–2004), Kunsthändlerin und Galeristin
- Victor Mohr (1925–2016), Jurist und Generalsekretär des Raphaelswerkes
- Alexander Nagel (1925–2012), Politiker (FDP)
- Peter Raisch (1925–2008), Jurist

### 1926 bis 1950
- Hans Georg Zier (1926–1997), Historiker und Archivar
- Utz Elsässer (1927–2021), Filmarchitekt und Bühnenbildner
- Egon Hölder (1927–2007), Beamter und Präsident des Statistischen Bundesamtes
- Mike Rothschild (1927–1997), US-amerikanischer Autorennfahrer
- Günter Hauser (1928–1981), Bergsteiger, Expeditionsleiter, Bergschriftsteller und Unternehmer
- Bernd Kahn (1928–2023), US-amerikanischer Radiochemiker
- Wolf-Dieter Kohler (1928–1985), Kunst- und Glasmaler
- Walter Schirmer (1928–2018), Prälat und Caritasdirektor
- Karl Weiß (1928–2014), Politiker (SPD)
- Dieter Antritter (1929–2015), Jazzmusiker
- Martin Bullinger (1930–2021), Jurist, Hochschullehrer und Medienrechtler
- Fritz Rau (1930–2013), Konzert- und Tourneeveranstalter
- Frithjof Rodi (* 1930), Philosoph
- Dieter Walther (1930–2013), Religionspädagoge
- Friedemann Rex (1931–2022), Professor für Geschichte der Naturwissenschaften
- Horst Bachmayer (1932–2017), Professor der Staatlichen Akademie der Bildenden Künste Stuttgart
- Friedrich Löffler (1933–1994), Verfahrenstechniker und Hochschullehrer
- Karl-Eugen Rehfuess (* 1933), Bodenkundler und Forstwissenschaftler
- Peter Förtig (1934–2024), Professor für Musiktheorie und Komponist
- Werner Tochtermann (1934–2021), Chemiker und Hochschullehrer
- Karl Walter Bock (* 1935), Pharmakologe und Toxikologe
- Dietmar Friedmann (1937–2020), Buchautor, Dozent und Psychotherapie-Entwickler
- Hermann Häring (* 1937), Geisteswissenschaftler
- Peter Metzger (1937–2017), Diplomat, Botschafter der Bundesrepublik Deutschland
- Wolfgang Reinhard (* 1937), Historiker
- Michael P. Speidel (* 1937), US-amerikanischer Althistoriker
- Wolfgang R. Langenbucher (* 1938), Kommunikationswissenschaftler
- Manfred Mohr (* 1938), Digitalkünstler
- Renate Schostack (1938–2016), Journalistin und Schriftstellerin
- Bernd Schmidbauer (* 1939), Politiker (CDU)
- Hans Volle (* 1939), Politiker (CDU)
- Reinhard Zeiher (* 1939), Ringer
- Peter Bareis (1940–2018), Steuerrechtler
- Werner Hudelmaier (* 1940), Politiker (CDU)
- Ulrich Knoop (1940–2024), Hochschullehrer
- Ulrich Ritzel (* 1940), Journalist und Schriftsteller
- Wolfgang Isenhardt (* 1941), Sänger (Tenor), Chorleiter, Dirigent und Arrangeur
- Jochen Hasenmayer (* 1941), Höhlentaucher
- Wolfgang Kiefer (* 1941), Physiker und Hochschullehrer
- Lilo Moessner (* 1941), Anglistin, Sprachwissenschaftlerin und Hochschullehrerin
- Wolfgang Stroebe (* 1941), Sozialpsychologe und Hochschullehrer
- Hans Dieter Trayer (* 1941), Schauspieler
- Joachim Becker (* 1942), Politiker (SPD), Oberbürgermeister von Pforzheim 1985–2001
- Wolfgang Heinz (* 1942), Kriminologe und Rechtswissenschaftler
- Bernd Manuwald (* 1942), Altphilologe
- Anna Maria Schwemer (* 1942), Theologin
- Rudolf Theilmann (* 1942), Kunsthistoriker und Schlagzeuger
- Klaus Mangold (* 1943), Manager
- Wilfried Setzler (* 1943), Historiker und Germanist
- Eberhard Bauer (* 1944), Psychologe
- Christine von Weizsäcker (* 1944), Biologin und Umwelt-Aktivistin
- Helmut Wipfler (* 1944), Motorradrennfahrer
- Helga Finter (* 1946), Theaterwissenschaftlerin, Literaturwissenschaftlerin, Hochschullehrerin
- Bernd Kielburger (* 1947), Politiker (SPD)
- Dieter Kosslick (* 1948), Kulturmanager, Leiter der Internationalen Filmfestspiele Berlin
- Eckhard Alt (* 1949), Kardiologe und Stammzellenforscher, Gründer der Isar-Klinik München
- Edgar Schneider (* 1949), Fußballspieler
- Bernd Grimmer (1950–2021), Volkswirt, Landtagsabgeordneter

### 1951 bis 1975
- Kurt App (* 1952), Objektkünstler
- Robin Lautenbach (* 1952), Journalist
- Klaus Rapp (* 1952), Politiker (REP)
- Gabriele Scherle (* 1952), evangelische Theologin
- Karl-Heinz Stengel (* 1952), Präses des CVJM-Gesamtverbandes in Deutschland
- Hans-Eckart Eckhardt (1953–2021), Schauspieler, Sprecher, Moderator, Regisseur und Synchronsprecher
- René Weller (1953–2023), Boxer
- Matthias Wittwer (1953–2003), Kommunalpolitiker (CDU), von 1998 bis 2003 Erster Beigeordneter und stellvertretender Oberbürgermeister von Pforzheim
- Bernhard Amann (* 1954), Polizeivollzugsbeamter und Politiker
- Peter Bofinger (* 1954), Ökonom
- Johannes Buchter (* 1954), Politiker (Bündnis 90/Die Grünen)
- Robert Hochbaum (* 1954), Politiker (CDU)
- Hans-Peter Becht (* 1955), Historiker und Archivleiter
- Nana Göbel (* 1955), Anthroposophin
- Marcus Lachmann (1956–2025), Schauspieler, Szenenbildner, Regisseur und Theaterpädagoge
- Bernd Posselt (* 1956), Politiker (CSU)
- Udo Benzenhöfer (1957–2021), Medizinhistoriker, Arzt, Hochschullehrer und Sachbuchautor
- Jürgen Elsässer (* 1957), Journalist und Autor
- Marianne Engeser (* 1957), Politikerin (CDU)
- Tomas Maier (* 1957), Modedesigner
- Andrea Schwarz (* 1957), Politikerin (Bündnis 90/Die Grünen)
- Martin Wolff (* 1957), Politiker
- Ulrich Dietz (* 1958), Manager
- Johannes Ehmann (* 1958), evangelischer Theologe
- Ewald Freiburger (* 1958), Ingenieur, Erfinder und Fotograf
- Lothar Gassmann (* 1958), evangelikaler Publizist und Theologe
- Bernd Klotz (* 1958), Fußballspieler und -trainer
- Martin Boss (* 1959), Klassischer Archäologe
- Astrid Fritz (* 1959), Autorin
- Michael Hochwart (* 1959), Generalmajor des Heeres der Bundeswehr
- Dirk Weinspach (* 1959), Polizeipräsident in Aachen
- Peter A. Windel (* 1959), Rechtswissenschaftler
- Götz Wörner (* 1959), Musikproduzent
- Klaus Zechiel-Eckes (1959–2010), Historiker
- Jasmin Bayer (* 1960), Jazzsängerin
- Andreas Grün (* 1960), Gitarrist und Komponist
- Hagen Pfundner (* 1960), Pharmamanager und Hochschullehrer
- Jörg Schmidt (* 1960), Politiker (SPD)
- Hartmut Walz (* 1960), Betriebswirtschaftler
- Uwe Hübner (* 1961), Fernseh- und Radiomoderator
- Beate Ling (* 1961), Sängerin und Gesangscoach
- Holger Müller (* 1961), evangelischer Theologe
- Mike Bartel (1962–2017), Journalist und Schriftsteller
- Markus Bott (* 1962), Boxer
- Sabine Dittrich (* 1962), Fachbuch- und Romanautorin
- Peter Gumbsch (* 1962), Materialwissenschaftler und Physiker
- Gert Hager (* 1962), Politiker (SPD) und Oberbürgermeister Pforzheims
- Robert Hahn (* 1962), Kommunalpolitiker (CDU)
- Almut Klotz (1962–2013), Musikerin und Autorin
- Harald Kröner (* 1962), Zeichner und Ausstellungskurator
- Alexander Künzler (* 1962), Amateurboxer
- Bernd Braun (* 1963), Historiker und Hochschullehrer
- Michael Ruck (* 1963), Chemiker
- Christoph Horn (* 1964), Philosoph
- Cornelia Petzold-Schick (* 1964), Politikerin
- Siegbert Rampe (1964–2025), Cembalist, Organist und Pianist
- Stephan Schad (* 1964), Schauspieler
- Andreas Weber (1964–2020), Informatiker und Mathematiker
- Peter Knötzele (* 1965), Archäologe
- Iris Meder (1965–2018), Kunsthistorikerin
- Markus Sauer (* 1965), Biophysiker, Hochschullehrer
- Stefan Talmon (* 1965), Völkerrechtler an der Universität Oxford
- Frank Borsch (* 1966), Schriftsteller, Übersetzer und Journalist
- Klaus Fuchs (* 1966), Historiker und Politiker (AfD)
- Stefan Mappus (* 1966), Politiker (CDU) und Ministerpräsident Baden-Württembergs von 2010 bis 2011
- Marcus Prinz von Anhalt (* 1966), Unternehmer
- Timo Daum (* 1967), Autor
- Jochen Schiller (* 1967), Informatiker
- Sonja Ruf (* 1967), Schriftstellerin
- Oliver Forster (* 1968), Sportkommentator und -moderator
- Tanja Ries (* 1968), Chansonsängerin, Coach und Moderatorin
- Daniel Hager-Mann (* 1969), politischer Beamter (Bündnis 90/Die Grünen)
- Kay Link (* 1969), Opern- und Theaterregisseur, Autor und Literaturwissenschaftler
- Mirko Schmidt (* 1970), Gründer von pro aurum, größtes Edelmetallhandelshaus Deutschlands
- Dorothea Schüle (* 1970), Malerin
- Jan Kopp (* 1971), Komponist, Musikwissenschaftler und Publizist
- Martin Oestreich (* 1971), Chemiker und Hochschullehrer
- Sascha Vetter (* 1971), Ju-Jutsu-Sportler
- Florian Ross (* 1972), Komponist, Jazz-Pianist und -Bandleader
- Erik Schweickert (* 1972), Professor für Weinwirtschaft und Politiker (FDP)
- Marcello Craca (* 1974), deutsch-italienischer Tennisspieler

### 1976 bis 2000
- Mathis Haug (* 1976), Folk-, Jazz- und Bluesmusiker
- Sebastian Hiller (* 1976), deutsch-schweizerischer Strukturbiologe und Biophysiker
- Nicola Thost (* 1977), Snowboarderin
- Linda Fröhlich (* 1979), Basketballspielerin
- Marcel Rapp (* 1979), Fußballspieler
- Selma Wels (* 1979), Autorin, Verlegerin und Kulturvermittlerin
- Michael Baral (* 1981), Schauspieler und Synchronsprecher
- Carmilla DeWinter (* 1981), Schriftstellerin
- Stephan Loboué (* 1981), Fußballspieler
- Julia Ocker (* 1982), Trickfilm-Regisseurin, Designerin und Autorin
- Konstantin Schubert (* 1982), Radrennfahrer
- Marco Schmidt (* 1983), Leichtathlet, Kugelstoßer
- Alexander Stolz (* 1983), Fußballtorhüter
- Lino Wirag (* 1983), Schriftsteller und Cartoonist
- Sascha Boller (* 1984), Fußballspieler
- Kaya Marie Möller (* 1985), Schauspielerin und Synchronsprecherin
- Fabian Neidhardt (* 1986), Autor, Sprecher und freier Journalist
- Ariane Kari (* 1987), Veterinärmedizinerin
- Julian Bossert (* 1988), Jazzmusiker
- David Watson (* 1988), Basketballspieler
- Patrick Groetzki (* 1989), Handballspieler
- Jeff Klotz (* 1990), Autor und Verleger
- Sebastian Bogner (* 1991), Schachspieler
- Magdalena Müllerperth (* 1992), Pianistin
- Denis Thomalla (* 1992), Fußballspieler
- Matthias Zimmermann (* 1992), Fußballspieler
- Vincenzo Grifo (* 1993), deutsch-italienischer Fußballspieler
- Roy-Alexander Steudle (* 1993), britischer Skirennläufer
- Julian Günther-Schmidt (* 1994), Fußballspieler
- Silke Lippok (* 1994), Schwimmerin
- Robert Bauer (* 1995), Fußballspieler
- Felix Herkens (* 1995), Politiker (Bündnis 90/Die Grünen)
- Nicole Vuk (* 1995), kroatische Fußballnationalspielerin
- Zsá Zsá Inci Bürkle (* 1995), Schauspielerin
- Alisa Geiger (* 1996), Fußballspielerin
- Moritz Augenstein (* 1997), Radsportler
- Matthias Bader (* 1997), Fußballspieler
- Arazhul (* 1997), Influencer und Webvideoproduzent
- Robin Hack (* 1998), Fußballspieler
- Marin Šverko (* 1998), Fußballspieler
- Diana Zimmer (* 1998), Politikerin (AfD), Bundestagsabgeordnete
- David Otto (* 1999), Fußballspieler

### Ab 2001
- Dejan Galjen (* 2002), Fußballspieler
- Jakob Bänsch (* 2003), Jazzmusiker
- Stefano Marino (* 2004), deutsch-italienischer Fußballspieler
- Benjamin Boakye (* 2005), deutsch-ghanaischer Fußballspieler
- Larissa Felber (* 2005), Kinderdarstellerin und Sängerin
- Rafael Pinto Pedrosa (* 2007), Fußballspieler

## Sonstige mit Pforzheim verbundene Persönlichkeiten
- Konrad Pellikan, auch Conrad Kürschner (1478–1556), Schweizer Theologe und Gelehrter, als Guardian von 1511 bis 1514 in Pforzheim
- Ferdinand Oechsle (1774–1852), Mechaniker, Goldschmied und Erfinder; entwickelte unter anderem die Oechslesche Mostwaage, die den Zuckergehalt im Most in °Oechsle misst
- Heinrich Friedrich Weber (1843–1912), Professor für technische und mathematische Physik am Eidgenössischen Polytechnikum Zürich; arbeitete als Privatdozent in Pforzheim
- Emil Salm (1878–1938),  Bildhauer, arbeitete und starb in Pforzheim
- Oskar Elsässer (1885–1965), Zeichner, Grafiker und Maler; lebte und wirkte ab 1911 in Pforzheim
- Willi Max Scheid (1889–1932), Architekt, Gebrauchsgrafiker und Hochschullehrer an der Badischen Kunstgewerbeschule Pforzheim
- Else Bach (1899–1951), Bildhauerin, arbeitete und starb in Pforzheim
- Richard Angst (1905–1984), Schweizer Bergsteiger, Skiläufer und Kameramann; wuchs in Pforzheim auf, dem Herkunftsort seiner Mutter, wo er die Volksschule und danach eine Handelsschule besuchte.
- Emil Kiesel (1910–1990), katholischer Priester und Gegner des Nationalsozialismus
- Käthe Erler, geb. Wiegand (1912–2006), 1965–87 Stadträtin in Pforzheim, ab 1938 verheiratet mit Fritz Erler
- Fritz Erler (1913–1967), Politiker (SPD), MdB; wohnte mit seiner Familie ab 1953 in der Friedensstraße 8
- Albert Klein (1921–2013), Kommunalpolitiker (SPD), von 1966 bis 1986 Erster Beigeordneter und stellvertretender Oberbürgermeister von Pforzheim
- Thomas Fodi (1922–1980), Politiker (NPD), MdL; lebte in Pforzheim
- Bernhard Jablonski (1924–2023), Formgestalter, Bildhauer und Fotograf; Rektor der FH 1976–85, Gründer des Transportation-Designs
- Herbert Ohl (1926–2012), Designer; 1984–91 Professor für Automotive Design an der Hochschule Pforzheim
- Harald Dietl (1933–2022), Schauspieler; als Sohn eines Papierfabrikanten in Pforzheim aufgewachsen
- Friedrich-Wilhelm Kiel (1934–2022), Politiker (FDP/DVP); 1970–76 Bürgermeister in Pforzheim, 1992–2001 MdL in Baden-Württemberg
- Hugo Leicht (1934–2000), Politiker (CDU); Lehrer in Pforzheim, 1971/72 Gemeinderat in Pforzheim, 1972–96 MdL in Baden-Württemberg; lebte zuletzt und starb in Pforzheim
- Siegbert Frank (1939–1998), Kommunalpolitiker (CDU), von 1986 bis 1998 Erster Beigeordneter und stellvertretender Oberbürgermeister von Pforzheim
- Lutz Stavenhagen (1940–1992), Politiker (CDU), MdB; lebte zuletzt und starb in Pforzheim
- Wolfgang Roth (1941–2021), Politiker (SPD), MdB 1976–1993 aus dem Wahlkreis Pforzheim/Enzkreis
- Christine Stavenhagen, geb. Hofmann (1942–2015), 1989–2015 Gemeinderätin in Pforzheim, ab 1965 verheiratet mit Lutz Stavenhagen
- Eberhard Feik (1943–1994), Schauspieler und Regisseur; arbeitete am Pforzheimer Theater
- Klaus Spürkel (1948–2016), Schauspieler; seine Mutter stammte aus Pforzheim; er wurde hier 1954 eingeschult und besuchte später das Kepler- und das Hebel-Gymnasium
- Marieluise Beck, früher Beck-Oberdorf (* 1952), Politikerin (Bündnis 90/Die Grünen), MdB; war Lehrerin an der Konrad-Adenauer-Realschule
- Rami Suliman (* 1956), Richter am Verfassungsgerichtshof für das Land Baden-Württemberg; Unternehmer in Pforzheim und Vorsitzender der Jüdischen Gemeinde Pforzheim
- Roger Heidt (* 1960), Kommunalpolitiker (CDU), von 2008 bis 2016 Erster Beigeordneter und stellvertretender Oberbürgermeister von Pforzheim
- Roland Härdtner (* 1964), Perkussionist bei der Badischen Philharmonie Pforzheim
- Dirk Büscher (* 1967), Kommunalpolitiker (CDU) und seit 2016 Erster Beigeordneter und stellvertretender Oberbürgermeister von Pforzheim
- Bastian Rosenau (* 1980), Politiker und seit 2018 Landrat des Enzkreises
- Natenom (1980/1981–2024), Fahrradaktivist und -blogger, zuletzt wohnhaft in Pforzheim-Hohenwart[4]